# 高嶋哲
高嶋 哲（たかしま てつ、1934年5月3日 - ）は、日本の実業家、馬主。
ディスプレイなどの電子機器などを手掛ける株式会社ナナオ（現・EIZO）の創業者である。

## 経歴
1934年に生まれる。鹿児島県立大口高等学校を卒業後株式会社村田製作所での勤務を経て、七尾電機株式会社に出向する。1968年に羽昨電機株式会社を設立、その後名称変更を経て1973年3月に株式会社ナナオとなる。2001年6月よりナナオ会長となったが2004年6月22日付で退任、その後相談役となるが2006年12月31日をもって同職からも退任している。
このほか、ウォーターフロントパーク金沢代表、株式会社クスリのアオキ社外監査役、22世紀環境・文化財団理事長、ざぶん賞実行委員会副会長なども務めた。

## 略歴
- 1968年 - 3月6日、羽咋電機株式会社設立[1]。
- 1972年 - 6月、ウシツ電子製作所代表取締役社長就任[1]。
- 1973年
  - 1月 - 羽昨電機株式会社をトギ電子製作所株式会社に改称[1]。
  - 3月 - トギ電子製作所を株式会社ナナオに改称[1]。
  - 6月 - 七尾電機株式会社代表取締役社長就任[1][注釈 1]
- 1982年 - 2月、アイレム株式会社代表取締役社長就任[1]
- 1984年 - 3月、和光電子株式会社代表取締役社長就任[1]。
- 1989年 - 2月、アイレム代表取締役会長就任[1]。
- 2001年 - ナナオ代表取締役会長就任[3]。
- 2004年 - 6月22日、ナナオ相談役に就任[4]。
- 2006年 - 12月31日、ナナオ相談役を退任[5]。

## 馬主活動

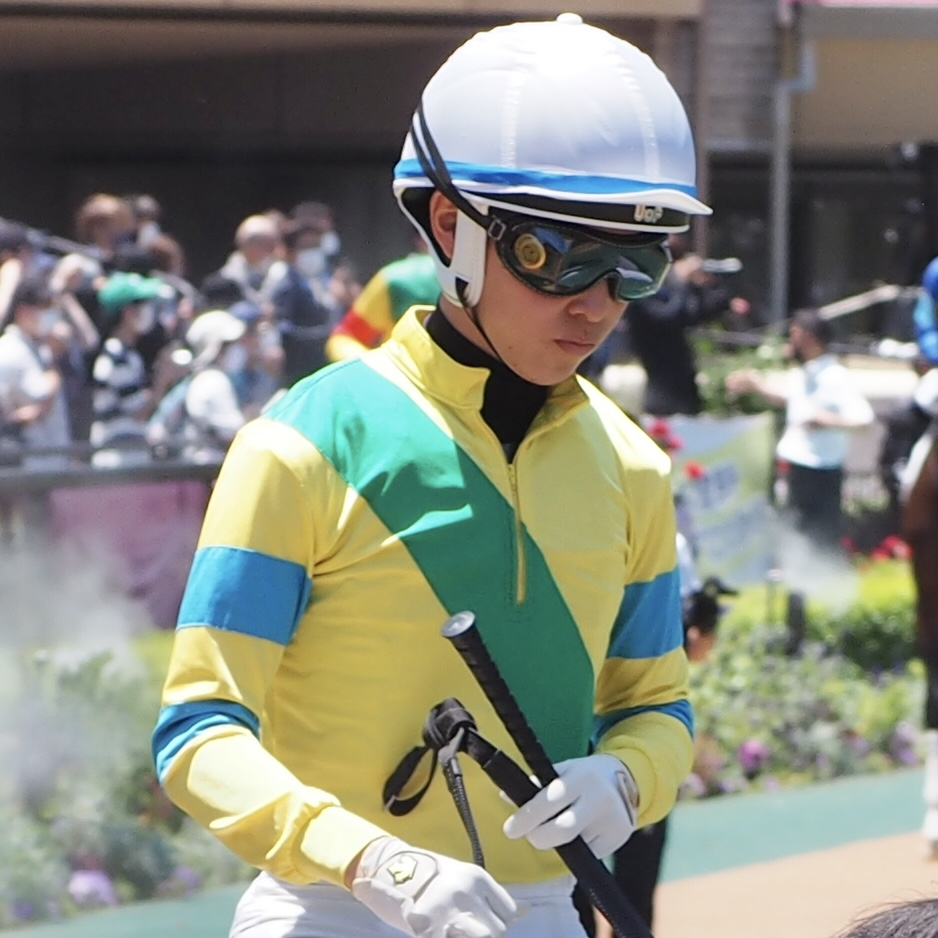
タカシマの勝負服を着用した亀田温心

日本中央競馬会（JRA）および地方競馬全国協会（NAR）に登録する馬主としても知られる。勝負服の柄は黄、緑襷、袖水色二本輪、冠名には「サクセス」を用いるが、冠名のない所有馬もいる。2021年より名義を法人化し、「株式会社タカシマ」の名義で馬主活動を続けている。また妻の祐子（2023年1月22日死去）、息子の航も馬主であるが、哲と航は中山馬主協会、祐子は京都馬主協会に所属している。

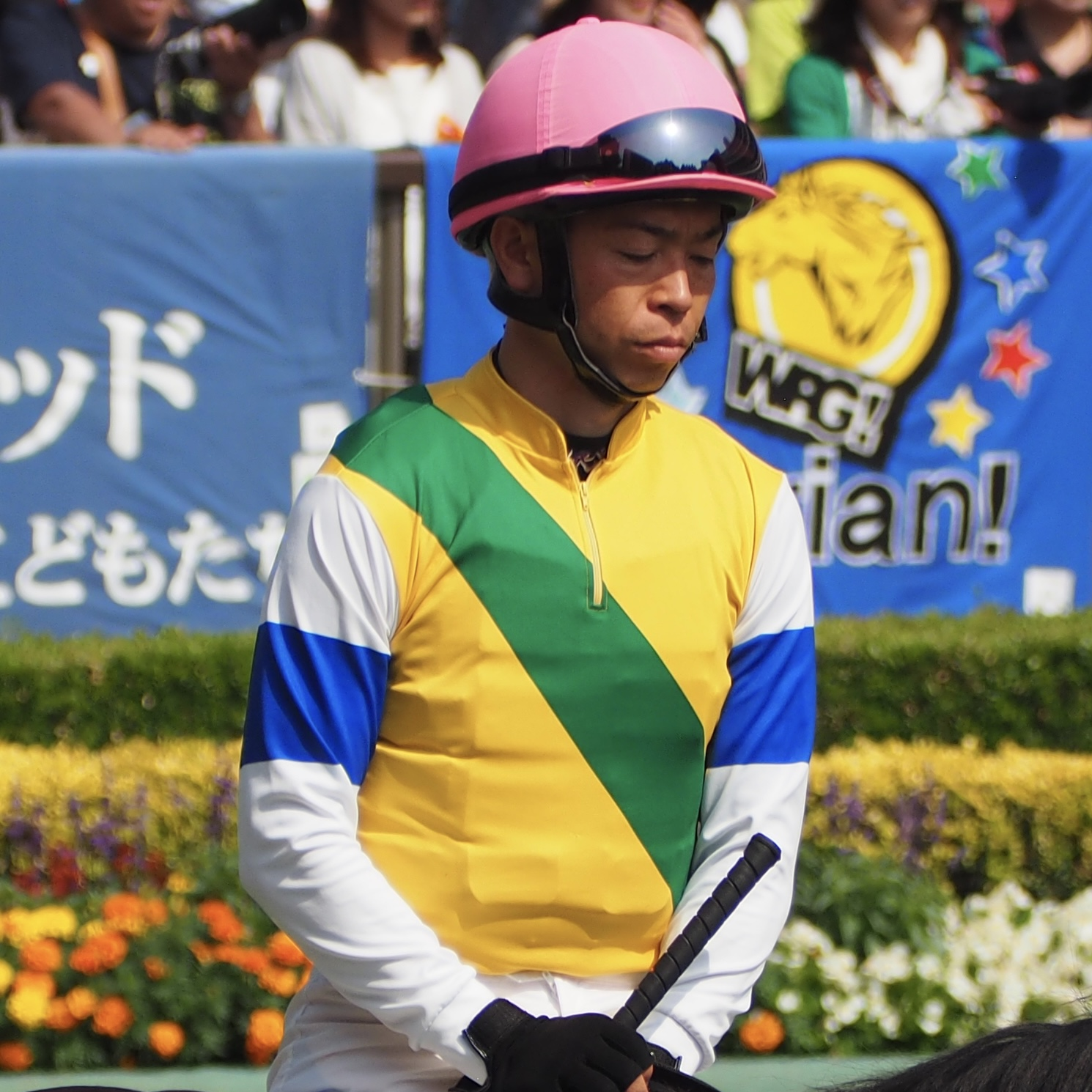
高嶋祐子の勝負服を着用した北村宏司

馬主になったきっかけは、友人から「馬を持ったらおもしろいよ」と所有を勧められていたこと。最初は金沢競馬で馬主となり、のちにJRAの馬主資格を取得した。なお、馬名の名付けは妻に任せているという。
所有馬のほとんどは栗東トレーニングセンターの厩舎に預託。かつては山内研二厩舎が多かった。

### 来歴
- 1992年 - NARの馬主資格取得[2]
- 1993年 - JRAの馬主資格取得[2]
- 2002年 - サクセスビューティがフィリーズレビューを制し、重賞競走初制覇。
- 2008年 - サクセスブロッケンがジャパンダートダービーを制し、JpnI（GIを含む）競走及びダートグレード競走初制覇。

## 主な所有馬

### GI級競走優勝馬
- サクセスブロッケン（2008年ジャパンダートダービー、2009年フェブラリーステークス、2009年東京大賞典）

### 重賞競走優勝馬
- サクセスビューティ（2002年フィリーズレビュー）
- サクセスエナジー（2018年さきたま杯、かきつばた記念、2019年黒船賞、2020年テレ玉杯オーバルスプリント、兵庫ゴールドトロフィー、2021年東京盃）

### その他の所有馬
- サクセスリー（2002年牛若丸ジャンプステークス）
- ヒューマ（2003年橘ステークス、2004年根岸ステークス2着）

### 妻・祐子の所有馬
重賞競走優勝馬
- ハッピーアワー（2019年ファルコンステークス）